# Heterophragma sulfureum
Heterophragma sulfureum là một loài thực vật có hoa trong họ Chùm ớt. Loài này được Kurz mô tả khoa học đầu tiên năm 1873.